# Kitsch

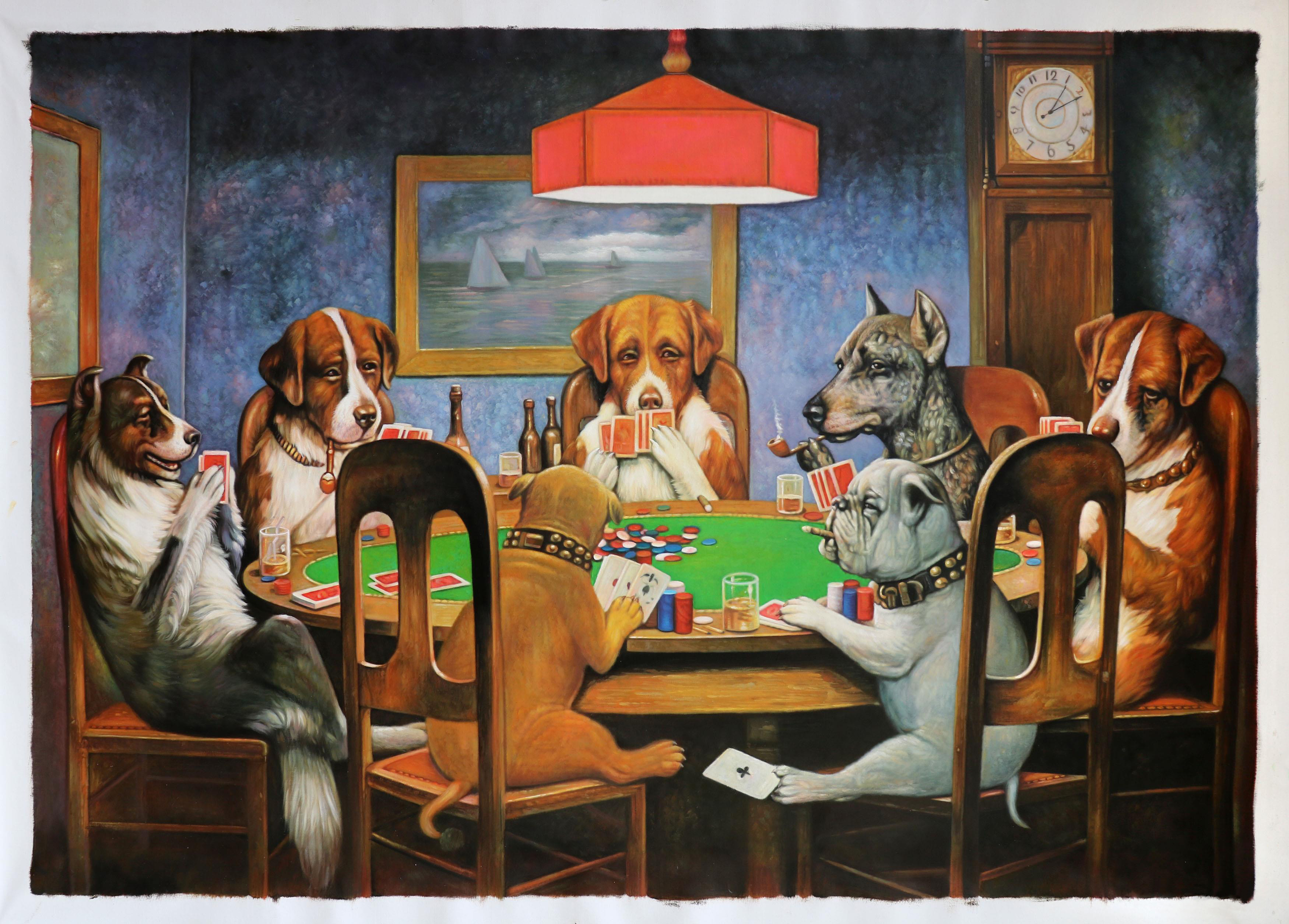
A Friend in Need, dipinto del 1903 della serie surreale Dogs Playing Poker ("cani che giocano a poker"), di Cassius Marcellus Coolidge, un esempio di arte kitsch.

Il sostantivo di origine tedesca Kitsch (/ˈkɪtʃ/) (scarto, probabilmente derivato dal termine dialettale bavarese kitschen, intrugliare) indica in maniera dispregiativa lo stile di oggetti presumibilmente artistici, ma che in realtà sono di cattivo gusto, in quanto troppo sentimentali, banali e artificiosi, oppure di basso valore culturale, commerciali e con accostamenti gratuitamente eccentrici ed eccessivamente naïf. L'uso deliberato, consapevole e sofisticato del kitsch è detto camp.

## Caratteristiche

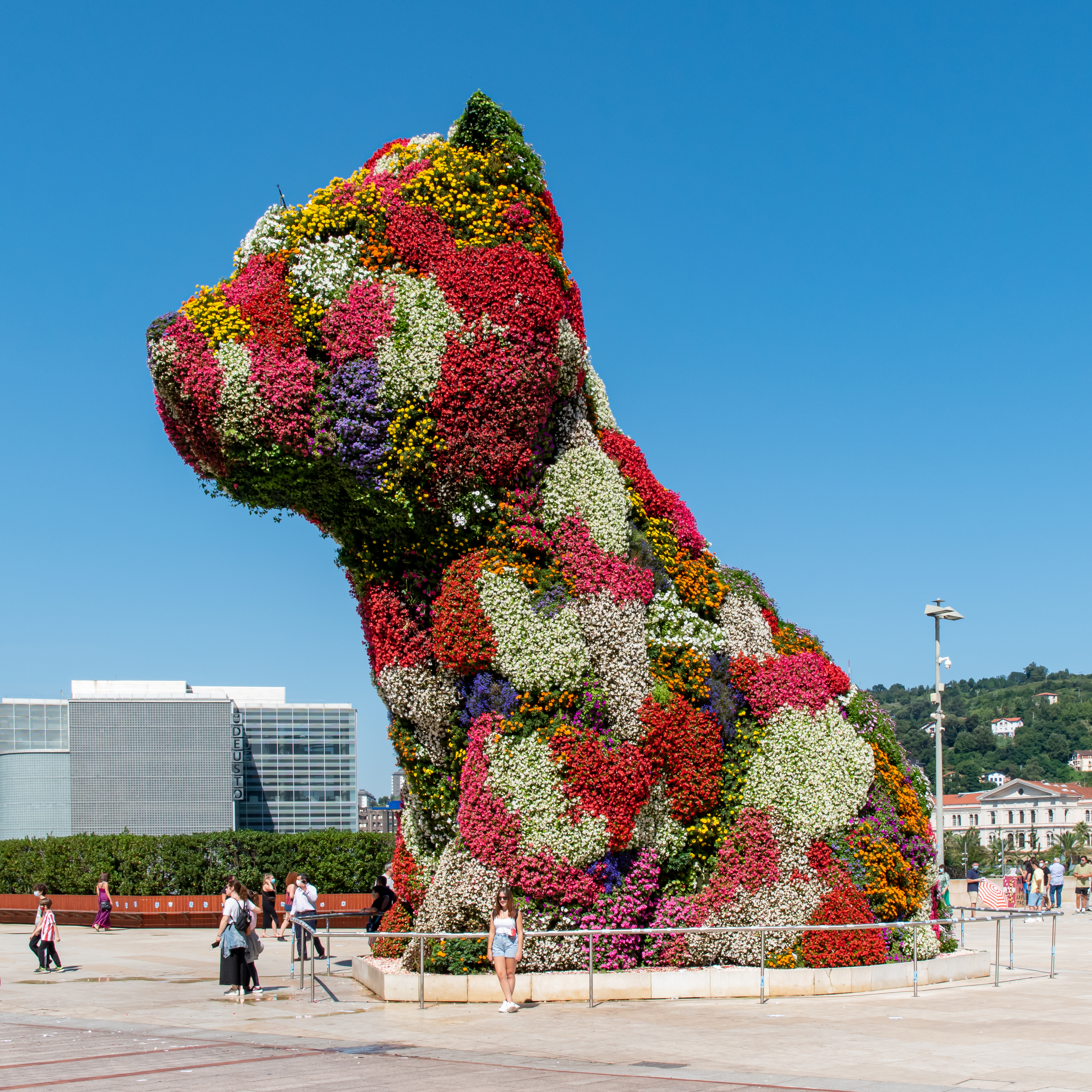
Puppy di Jeff Koons, esempio di kitsch volontario

Il kitsch è spesso associato a tipi di arte sentimentale, sdolcinata e mediocre; il termine può comunque essere utilizzato per descrivere un oggetto artistico che presenta una qualsiasi mancanza: una delle caratteristiche di questo tipo di arte consiste, infatti, nel tendere ad essere una imitazione sentimentale superficiale.Si sottolinea spesso la mancanza, negli oggetti chiamati kitsch, del senso di creatività ed originalità propri dell'autentica arte. Una definizione generica adottata nell'architettura e nel design indica come kitsch "qualsiasi oggetto la cui forma non derivi dalla funzione".

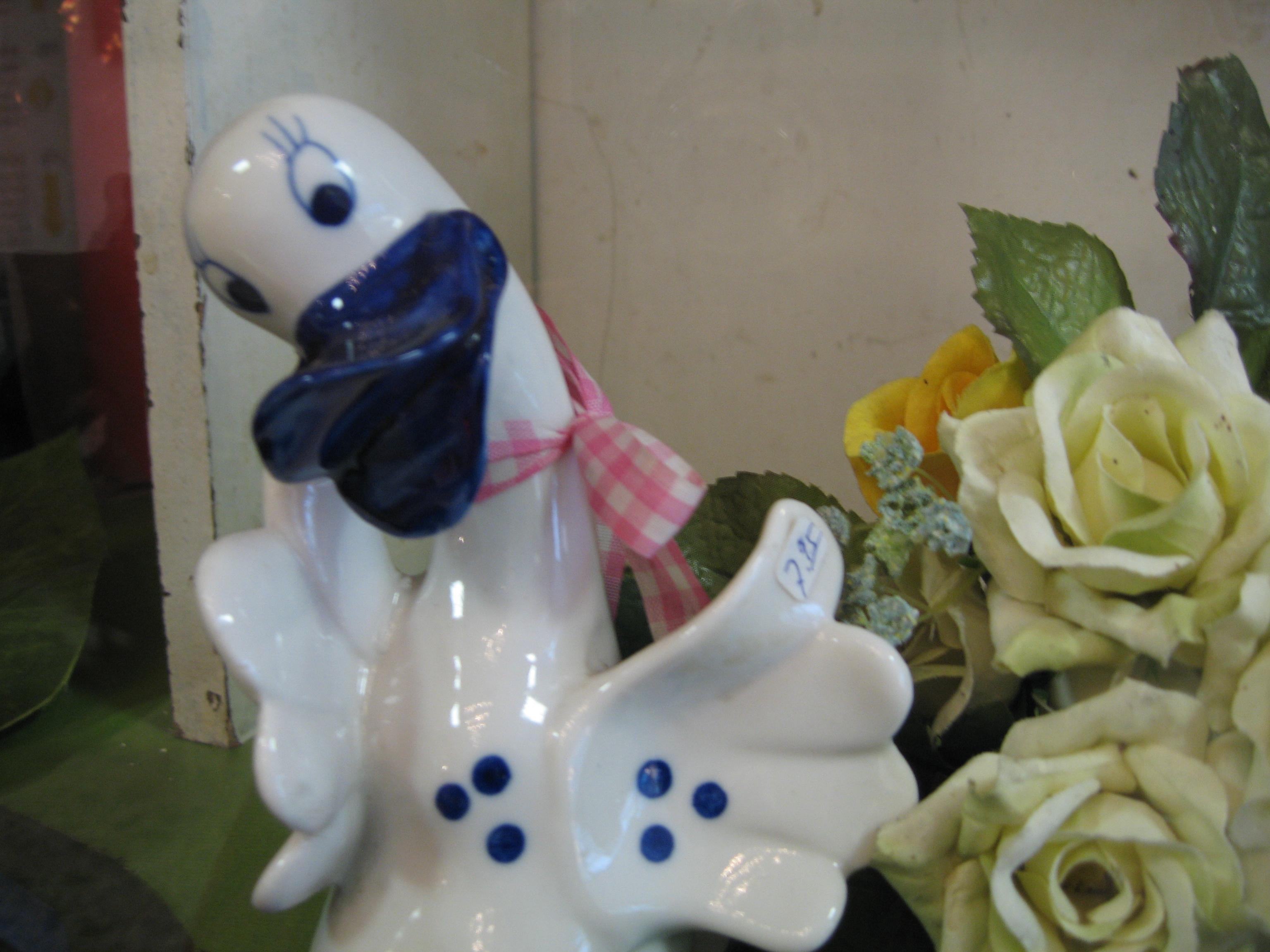
Esempio di un oggetto kitsch contemporaneo

In realtà l'evoluzione del termine è stata ampia e, sebbene ancora oggi conservi quel significato, connotazioni meno "superficiali" sono state attribuite ad esso. Ne deriva che artisti o artigiani possono deliberatamente ricorrere al kitsch come forma di espressione. Prodotti contemporanei caratterizzati nelle intenzioni o negli esiti da risultati esteticamente ambigui vengono spesso definiti trash.
Le origini del kitsch moderno possono essere identificate con la nascita della cultura di massa e dell'arte commerciale a metà del XIX secolo, insieme alle derivazioni banalizzate e massificate dell'Art Nouveau (o stile Liberty), dell'estetismo o della pittura vittoriana più popolare.

## Avant-Garde and Kitschdi Clement Greenberg

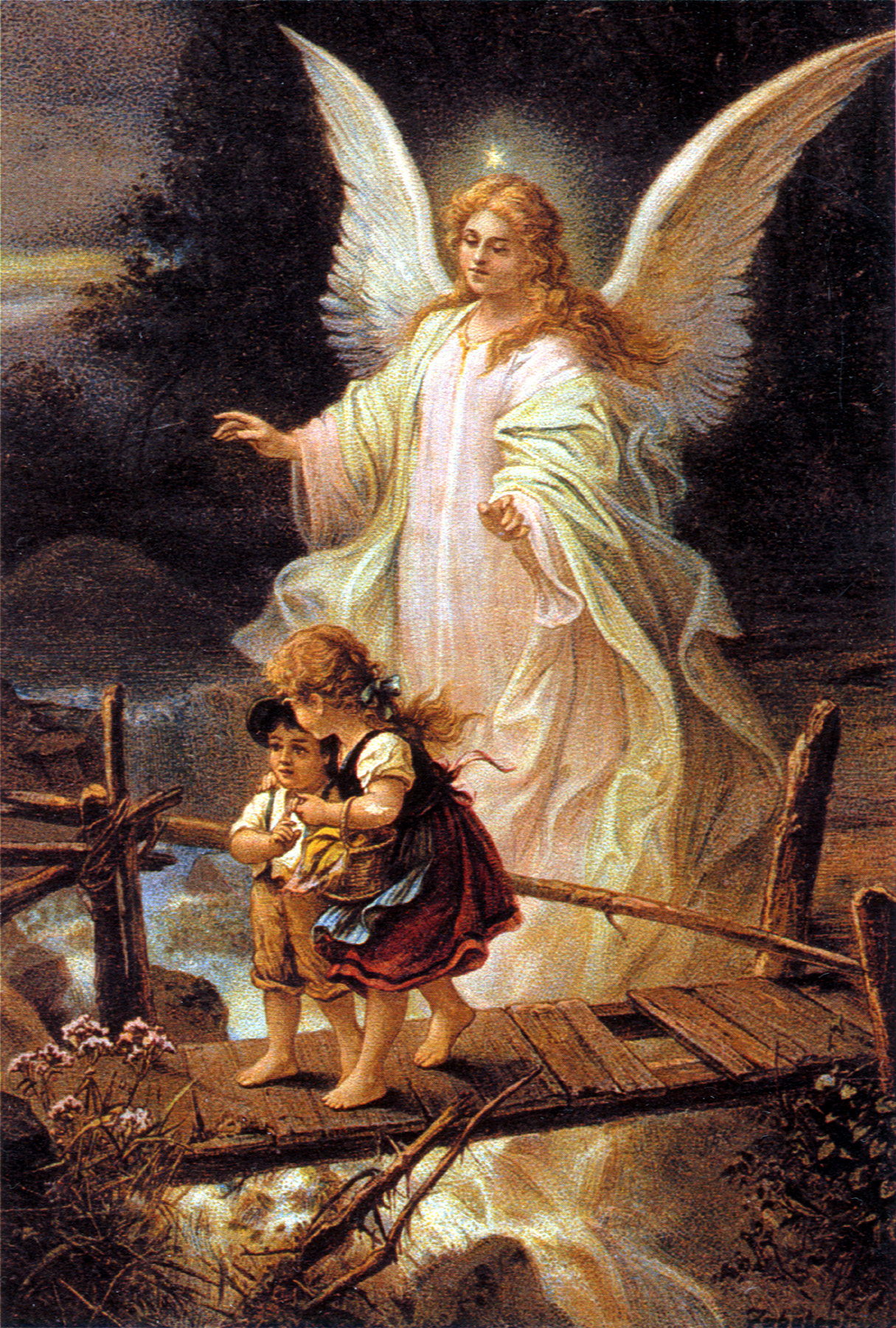
Esempio di kitsch religioso

Clement Greenberg nel 1939 scrisse e pubblicò un saggio intitolato Avant-garde and kitsch dove definisce i movimenti di avanguardia e modernismo come i migliori mezzi per resistere alla cultura del consumismo e quindi della produzione kitsch. Greenberg sostiene che lo sviluppo delle avanguardie artistiche non sia avvenuto per motivi diversi da quelli di difesa degli standard estetici: motivazioni che rendono palese l'opposizione di tali tendenze artistiche rispetto a quel fenomeno culturale tipico dell'Occidente di quegli anni e che rispondeva alla definizione di popolare, commerciale, illustrativo, basso, un fenomeno che l'autore definisce come kitsch.

## Nella letteratura
Partendo dall'analisi di Clement Greenberg, si possono trarre delle conclusioni più generalizzate sul concetto di kitsch, che bene si adattano ai discorsi successivi. I testi di carattere kitsch sono immediatamente comprensibili e ciò rende la loro fruizione aperta a tutti. La narratività estremizzata e banale delle opere del kitsch impedisce un differente livello di interpretazione, magari più elevato: i concetti descritti non nascondono nulla, si esauriscono in sé stessi e anche un'analisi approfondita non ne ritroverebbe di più profondi. In questo modo sono cancellate tutte le ambiguità, lasciando spazio solamente a un'espressione diretta e chiara di un concetto comunque spesso semplice e per nulla articolato. Il messaggio è veicolato dal produttore all'osservatore senza possibilità alcuna di errore o di fraintendimento; colui che "crea" un testo kitsch inserisce già nell'atto di produzione anche l'interpretazione finale, lo scopo ultimo del messaggio stesso. Il kitsch porta quindi con sé una connotazione fortemente sentimentale. Milan Kundera a questo proposito scrive:
…un mondo dove la merda è negata e dove tutti si comportano come se non esistesse. Questo ideale estetico si chiama Kitsch. […] Il Kitsch elimina dal proprio campo visivo tutto ciò che nell'esistenza umana è essenzialmente inaccettabile.»
L'interpretazione non solo non trova nelle "opere" altro significato da quello subito visibile, ma non vi trova nemmeno la necessità di essere espressa. E ancora, non soltanto il significato è quello che appare, ma si compie un passo ulteriore, che consiste nell'annientamento del bisogno di uno sguardo critico.

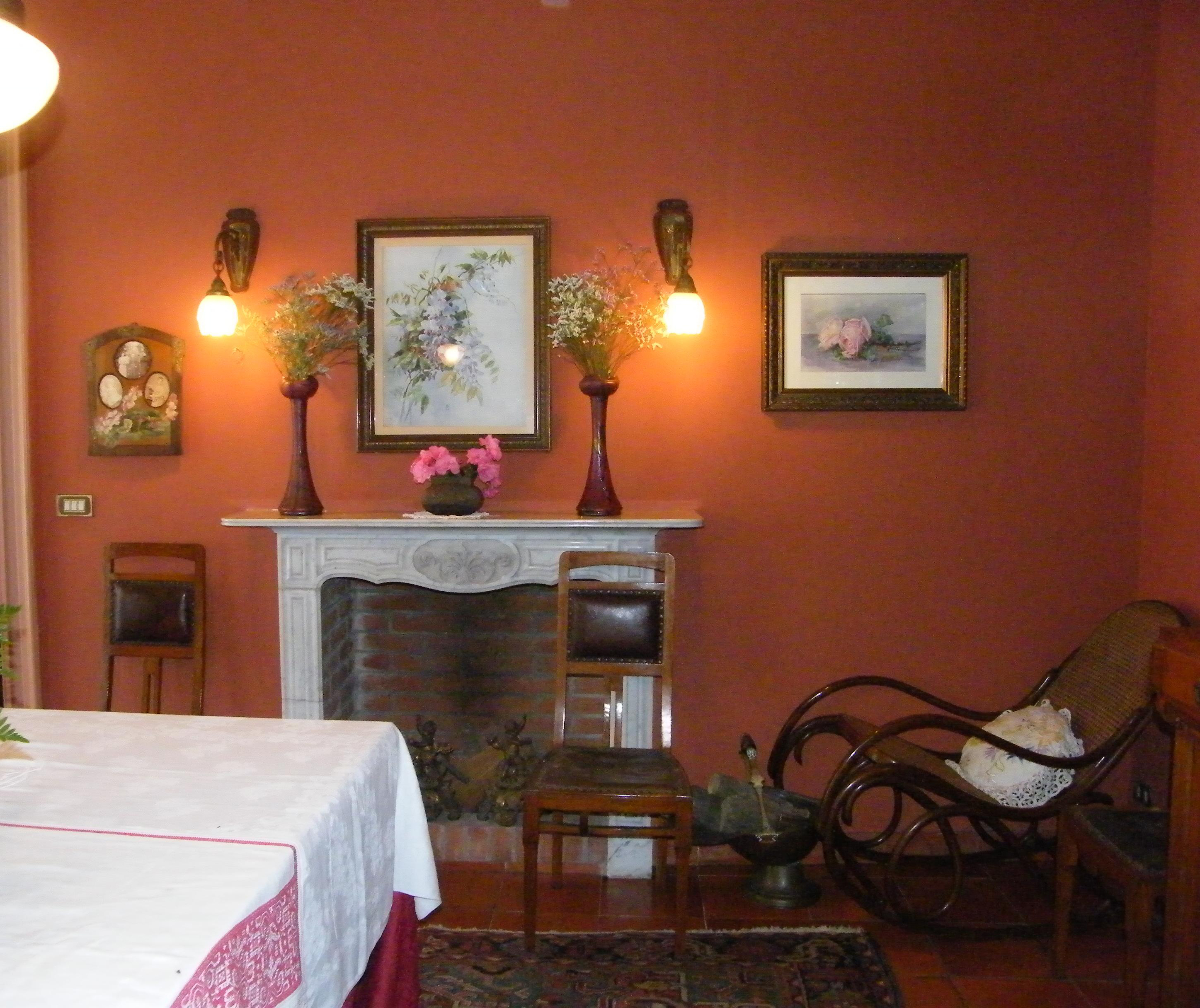
Uno dei salotti della villa Il Meleto con oggetti d'epoca

Anche le liriche di Guido Gozzano sono descrittive ironicamente di un certo ambiente piccolo borghese in cui abbondano oggetti kitsch («le buone cose di pessimo gusto»): si veda la descrizione del salotto liberty della villa di famiglia Il Meleto di Agliè, all'inizio de L'amica di nonna Speranza.
Ne La signorina Felicita, il poeta descrive tale tipologia di oggetti e altri di scarsa utilità o in stato di abbandono con ironia e affetto, definendoli "ciarpame reietto, così caro alla mia Musa".

## Galleria d'immagini

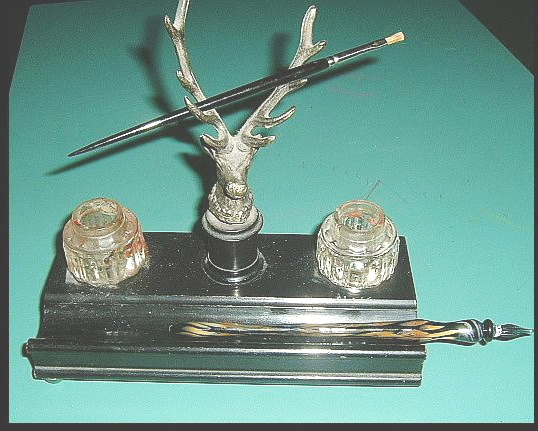
Esempio di portapenne kitsch
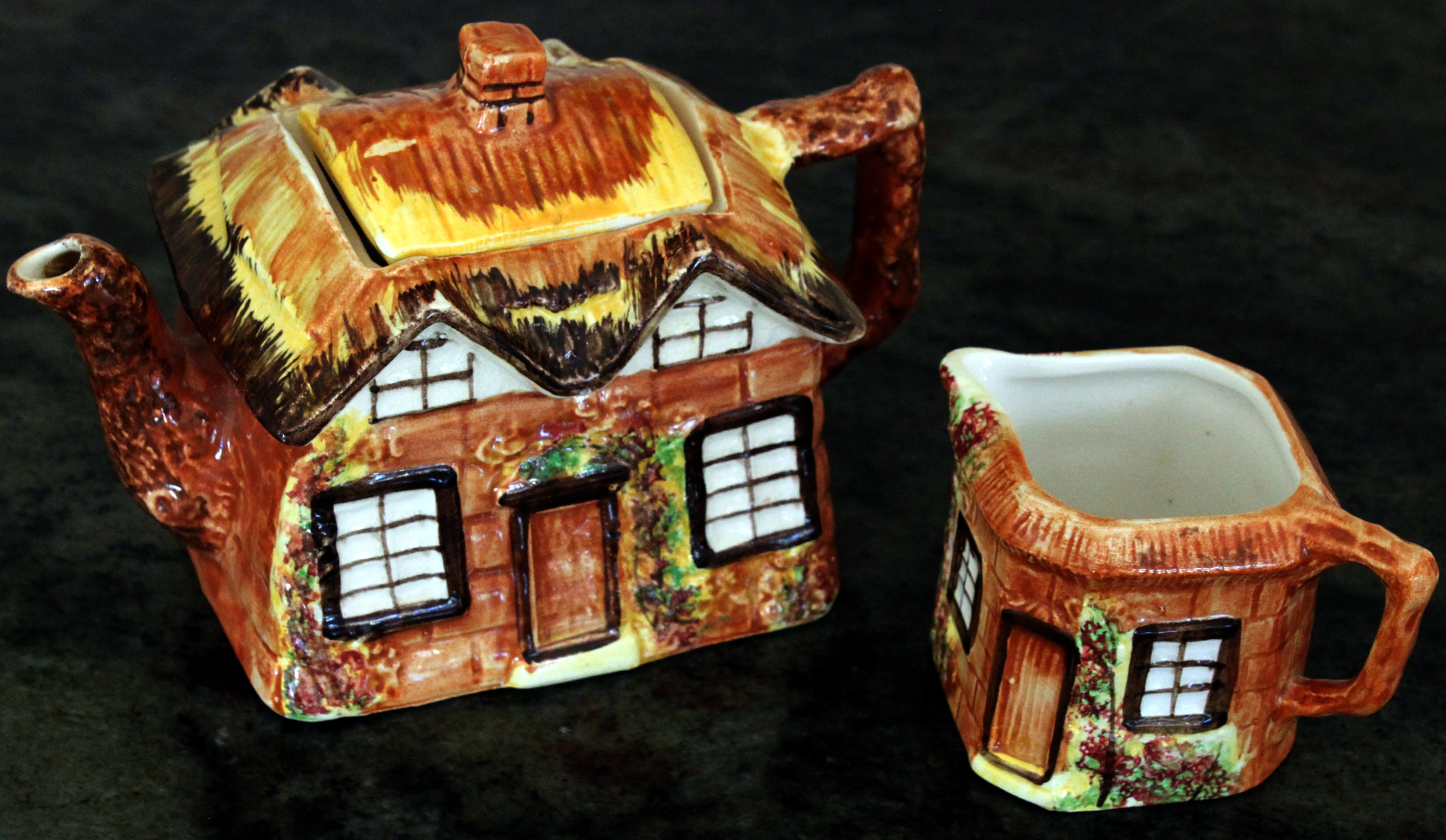
Set per latte e tè
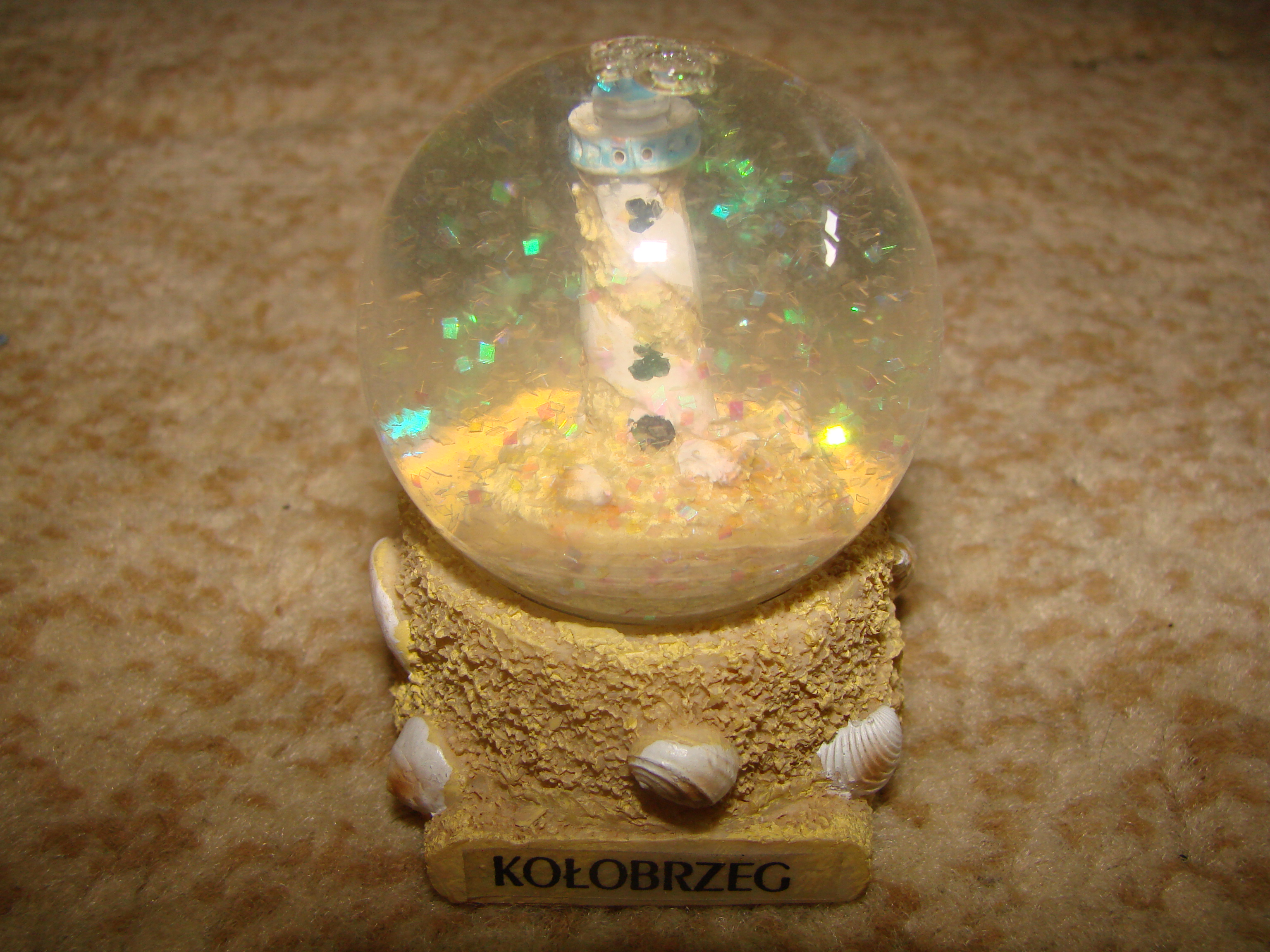
Souvenir a globo di neve con decorazioni a tema acquatico e marino
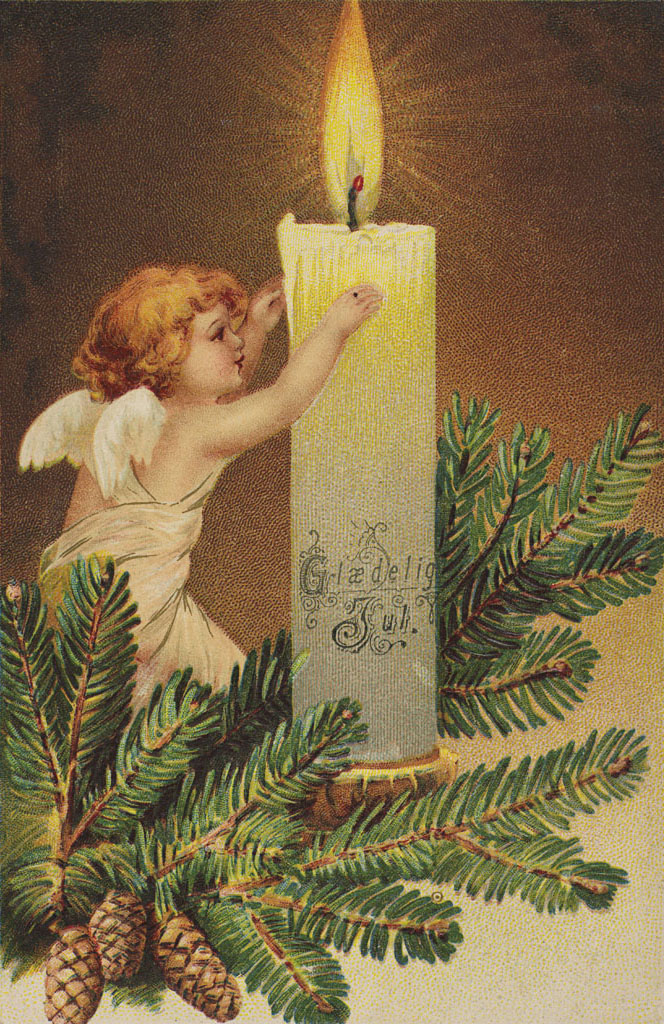
Cartolina natalizia norvegese del 1906